# انخسایخانی نیام-اوچیر
انخسایخانی نیام-اوچیر (مولداویایی: Энхсайханы Ням-Очир؛ زادهٔ ۱۰ مارس ۱۹۸۵) یک کشتی‌گیر اهل کشور مغولستان است.
از افتخارات وی میتوان به کسب مدال برنز وزن ۶۱ کیلوگرم در مسابقات قهرمانی کشتی جهان ۲۰۱۴ اشاره کرد.